# 손용준
손용준(2000년 2월 15일 ~ )은 KBO 리그 LG 트윈스의 내야수이다.

## LG 트윈스시절
2024년에 입단하였다. 2025년 5월 3일 SSG 랜더스와의 경기에 출전하며 데뷔 첫 경기를 치렀고, 경기에서 3타수 1안타를 기록하였다.

## 출신 학교
- 김해화정초등학교
- 내동중학교
- 김해고등학교
- 동원과학기술대학교